# АКСМ-1М
АКСМ-1М — трамвай белорусского производства. Выпускался заводом «Белкоммунмаш» (г. Минск).
В 1996 году на «Белкоммунмаше» было принято решение о создании собственного трамвая, и уже в 2000 году первый вагон, получивший обозначение АКСМ-1М, начал перевозить пассажиров. Вагон оборудован тиристорно-импульсной системой управления (ТИСУ), что позволяет экономить до 30 % электроэнергии по сравнению с реостатно-контакторной системой управления (РКСУ). На трамвае используются тележки производства Усть-Катавского вагоностроительного завода имени С. М. Кирова. Всего было выпущено 4 модели, которые до 2014 года эксплуатировались в Минске. Последний был списан в июле 2023 года. В 2001 году выпуск трамваев АКСМ-1М прекращён в связи с переходом на новую модель АКСМ-60102.